# 四所站
四所站（日语：／ Shisho eki */?）是位於京都府舞鶴市上福井，屬於WILLER TRAINS（京都丹後鐵道）的宮舞線（愛稱為宮津線）車站。車站編號為M9。此站只有普通列車停靠，其愛稱則為「四所枝垂櫻公園」。

## 歷史
- 1924年（大正13年）4月12日 - 鐵道省（後來為國鐵）舞鶴站（現時：西舞鶴站）至宮津站之間開業，此站啟用[1]。
- 1987年（昭和62年）4月1日 - 伴隨國鐵分割民營化，車站由西日本旅客鐵道（JR西日本）營運[1]。
- 1990年（平成2年）4月1日 - 宮津線由北近畿丹後鐵道接管，成為北近畿丹後鐵道車站[1]。
- 1996年（平成8年）3月29日 - 現時的車站大樓竣工。
- 2014年（平成26年）3月 - 車站加設愛稱「四所枝垂櫻公園站」[2]。
- 2015年（平成27年）4月1日 - 由WILLER TRAINS接管車站，成為京都丹後鐵道宮舞線車站。

## 車站構造

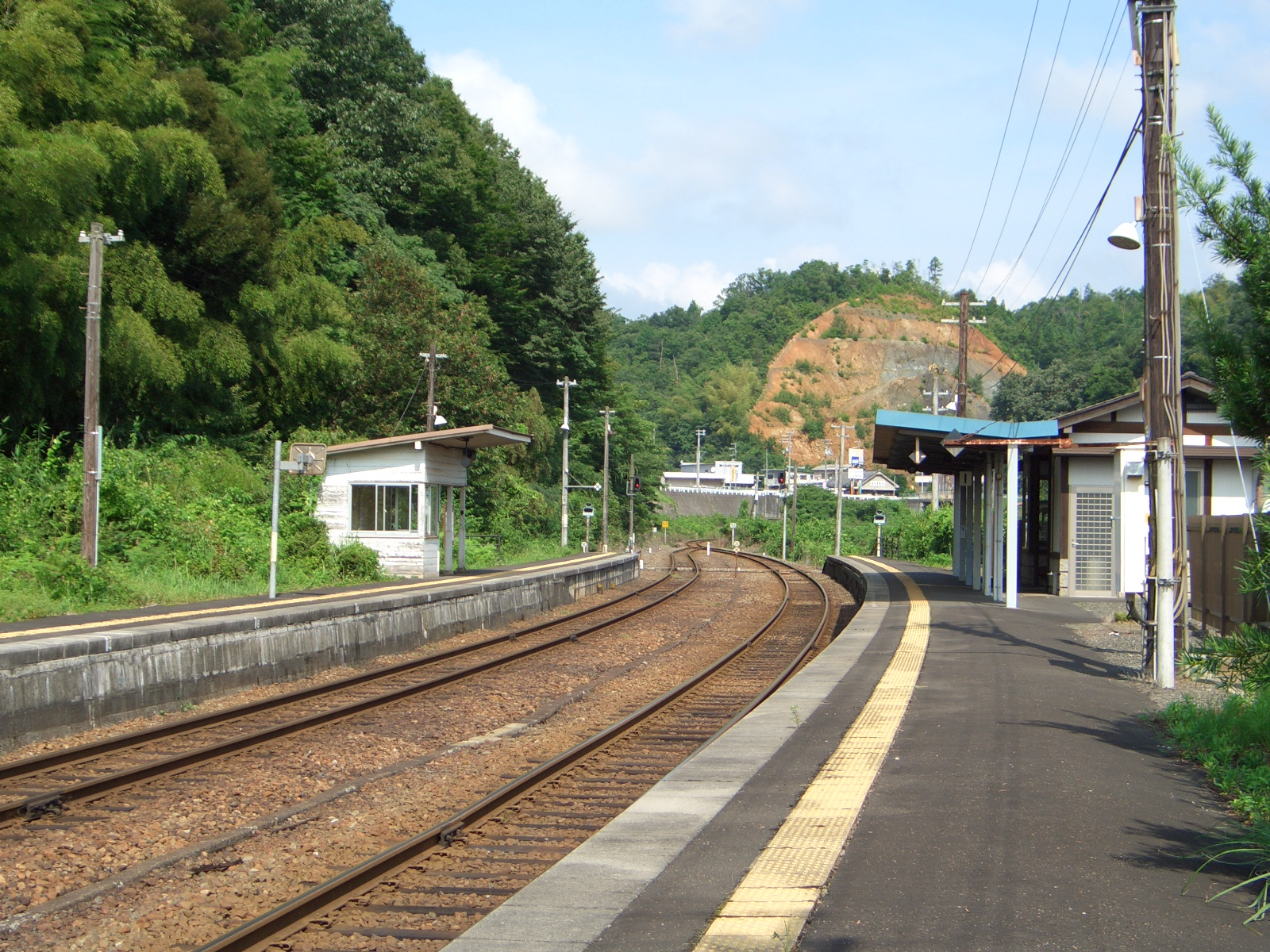
月台（2008年8月）

此站是設有2面2線相對式月台的地面車站，可進行列車交會。由於站房附近設有關隘，因此以關隘作為主題。站內設有公廁和候車室。
此站是無人車站，站內沒有設置自動售票機等設備。列車向西舞鶴站一方出發後會向南方前進，然後轉向西方。而豐岡一方出發後會轉向北方。此站的站房位於車站北邊，而靠近站房的月台是上下行本線，為一線結構。此站的通過列車受到速度制限。在停站列車中，通常列車會使用上下行不同的月台。兩月台之間靠近豐岡一方透過站內平交道連接。
在2014年3月下旬，月台上的站名牌進行翻新，站名牌是圖像是枝垂櫻的相片。但在WILLER TRAINS接管後，月台上的站名牌情況不詳。

### 月台
| 月台 | 路線    | 上下行 | 方向                   |
| ---- | ------- | ------ | ---------------------- |
| 1    | ■宮舞線 | 下行   | 宮津、天橋立、峰山方向 |
| 2    | ■宮舞線 | 上行   | 西舞鶴方向             |

- 在上述的路線名稱中，採用了乘客資訊上稱呼的（愛稱）名字。
- 曾經站房側的月台（上行月台）是1號月台。在WILLER TRAINS接管後，月台編號從下行線起順序排列，車站對面的月台是1號月台。

## 車站周邊
- 國道175號（日语：国道175号）

## 使用狀況
以下為近年1日平均乘車人次列表
| 乘車人次變化 | 乘車人次變化    |
| 年度         | 1日平均乘車人次 |
| ------------ | --------------- |
| 1999         | 16              |
| 2000         | 19              |
| 2001         | 19              |
| 2002         | 14              |
| 2003         | 8               |
| 2004         | 11              |
| 2005         | 14              |
| 2006         | 14              |
| 2007         | 14              |
| 2008         | 14              |
| 2009         | 16              |
| 2010         | 19              |
| 2011         | 27              |
| 2012         | 16              |
| 2013         | 16              |
| 2014         | 19              |
| 2015         | 25              |
| 2016         | 27              |
| 2017         | 19              |
| 2018         | 16              |

## 相鄰車站
WILLER TRAINS（京都丹後鐵道）
宮舞線（宮津線）
快速（只有上行方向）
通過
快速「丹後青松」（只有下行方向）、普通
西舞鶴（M8）－四所（M9）－東雲（M10）

## 注腳
1. 1 2 3 4  曾根悟（監修）. 朝日新聞出版分冊百科編集部（編集） , 编. . 週刊朝日百科. 14号 神戸電鉄・能勢電鉄・北条鉄道・北近畿タンゴ鉄道. 朝日新聞出版. 2011-06-19: 27–28頁 （日语）.
2. ↑  . 京都府.   [2015-11-30]. （原始内容存档于2016-03-05） （日语）.
3. ↑  愛称の桜　満開 （页面存档备份，存于）（日語） - 朝日新聞 2014年4月4日
4. ↑  京都府統計書

## 外部連結
- 四所站（页面存档备份，存于）（日語） - 京都丹後鐵道